# ラマダーン革命
ラマダーン革命（ラマダーンかくめい、2月8日革命・イラク1963年2月クーデター）は、1963年2月にバアス党イラク地域指導部とアブドッサラーム・アーリフらがアブドルカリーム・カーシム政権を打倒したクーデターである。クーデター後、バアス党のアフマド・ハサン・アル＝バクルが首相となり、アブドッサラーム・アーリフが大統領となった。

## 背景
1958年、イラクの自由将校団はイラク共産党等と共に、7月14日革命によってハーシム王政打倒を成功させた。しかし、革命に参加した勢力内部での対立が起きはじめた。自由将校団アブドッサラーム・アーリフとバアス党を中心とした汎アラブ主義勢力は、アラブ連合共和国との即時統合を主張した。一方でイラク共産党は勢力の均衡を考え、アラブ連合共和国との経済、文化面での協力を伴う統合には反対していた。
7月14日革命によって首相となった自由将校団のアブドルカリーム・カーシムは、他の自由将校団メンバーと関係を悪化させていた。イラク共産党はカーシム政権に接近し、協力関係を求めた。カーシムも農地改革など共産党の提唱する政策を実行した。イラク共産党と政権支持者は｢大いなる要求のため、イラク共産党とアブドルカリーム・カーシムの長期統治を！｣というスローガンを
掲げて行進するようになった。一方でカーシムは共産党の勢力拡大による政権転覆を恐れ、武装解除などを命じていた。
カーシム政権への不満は年々と高まっていった。
共産党民兵による暴力も人々の反発をまねいていた。
一方、アブドッサラーム・アーリフは反乱計画を立てた疑いで1959年2月に死刑を宣告された後、1961年11月に恩赦で釈放され、自宅軟禁状態に置かれていた。
その間、シリアにおけるクーデターでアラブ連合共和国が解消されたが、カーシム政権はその指導者を支援していた。
アーリフら汎アラブ主義者との対立は決定的であった。

## クーデター
カーシムの排除は1963年2月8日に実行され、ラマダーンの14日目だったのでラマダン14日クーデターとも呼ばれる。1962年以来、幾度もクーデター計画が練られたが、発見を恐れて決行されてこなかった。
このクーデターも当初1月18日に計画されていたが、25日に延期になった。しかし、この情報が漏れて数名が逮捕されたため、結局2月8日になった。
2月8日早朝、共産党員のジャラル・アル＝アワカティ空軍司令官の暗殺と戦車部隊のアブグレイブ・ラジオ局の占拠によって、クーデターが開始された。
その後2日間に渡って、バアス党派とカーシム派の間で激しい戦闘が展開された。カーシムは国防省に逃げ込んだが、そこで戦闘はさらに激化した。共産党派もバグダードの街に出てクーデターに抵抗し、さらに多くの犠牲者を出した。
2月9日、カーシムは自らの安全な国外脱出の許可を条件に降伏を申し出た。しかし、その要求は拒否された。同日午後、カーシムは、新たに設置された「革命指導国民評議会」の命令によって、ラジオを通じた形だけの裁判にかけられ処刑された。
カーシムが処刑された直後に遺体はテレビで放映された。
クーデターの始まった8日から10日にかけての戦闘とその後の共産党員狩りによって、少なくとも5000名のイラク人が犠牲となった。

## その後
クーデター後、大統領になったアブドッサラーム・アーリフと、首相に就任したアフマド・ハサン・アル＝バクル率いるバアス党との間で権力闘争がおきた。結局、バアス党の党内抗争の後、1963年11月イラククーデターでバクル首相らバアス党員は政権から追放された。